# 토커이 포도주
토커이 포도주(헝가리어: Tokaji bor 토커이 보르[*])는 헝가리의 토커이 포도주 산지에서 생산된 포도주이다. 귀부병에 감염된 포도로 만드는 달콤한 디저트 와인인 토커이 어수(헝가리어: Tokaji aszú)가 유명하다.

## 같이 보기
- 헝가리 포도주